# John Blankett
John Blankett (Inghilterra, 1740 circa – Mokha, 14 luglio 1801) è stato un ammiraglio britannico.
Divenne particolarmente noto per le azioni da lui compiute nel Mar Rosso per bloccare le ambizioni dei rivoluzionari francesi verso l'Oceano Indiano dove si estendeva l'impero coloniale inglese.

## Biografia
Blankett nacque nel 1740 circa in Inghilterra e dal 1758 si imbarcò come mozzo al servizio della Royal Navy, dapprima a bordo della HMS Somerset nell'Assedio di Louisbourg e poi alla cattura di Québec. Nel 1761 scrisse un rapporto sulla possibilità di un Passaggio a nord-ovest e venne promosso tenente. Poco dopo venne accusato di un omicidio a Gibilterra e condannato a morte, ma poco prima della condanna venne riconosciuto innocente. Nel 1763 si portò in Russia per ottenere delle informazioni relative alle esplorazioni russe compiute nella costa settentrionale del Pacifico.
Nei primi anni '70 del Settecento, Blankett su portò nuovamente in Russia per preparare delle missioni d'esplorazione nel Pacifico, anche se queste vennero poi cancellate da Lord Sandwich. Sentendosi offeso nel suo animo di naturalista e geografo oltre che di marinaio, Blankett si associò apertamente coi nemici politici di lord Sandwich, in particolare con Lord Shelburne. Nel corso della Guerra d'indipendenza americana, Blankett prestò servizio a bordo della HMS Victory e poi ebbe il comando della HMS Nymph e della HMS Rippon nei Caraibi.
Nel 1784 dopo la fine della guerra, Blankett venne richiamato in servizio al comando della HMS Thetis nel Mediterraneo, ricevendo una lode personale da Ferdinando re di Sicilia. Nel 1790 venne nominato al comando della HMS Leopard col compito di scortare un convoglio in Cina e comandò poi la HMS America in un'operazione presso il Capo di Buona Speranza nel corso delle Guerre rivoluzionarie francesi. BNel 1795 prese parte all'invasione ed alla cattura della Colonia del Capo olandese. Nel 1798 ottenne il comando della Leopard a livello indipendente, col compito di bloccare l'accesso al Mar Rosso da parte dei francesi che già avevano invaso l'Egitto l'anno precedente sotto la guida del generale Napoleone Bonaparte. Mantenne il comando per tre anni e la presenza delle sue forze dissuase i francesi dall'intentare altre operazioni nella regione. Nel 1801 la sua salute iniziò a declinare e morì a bordo della Leopard mentre questa era ancorata al porto di Mokha, nella Penisola arabica.